# Expositionshuset, Karlstad

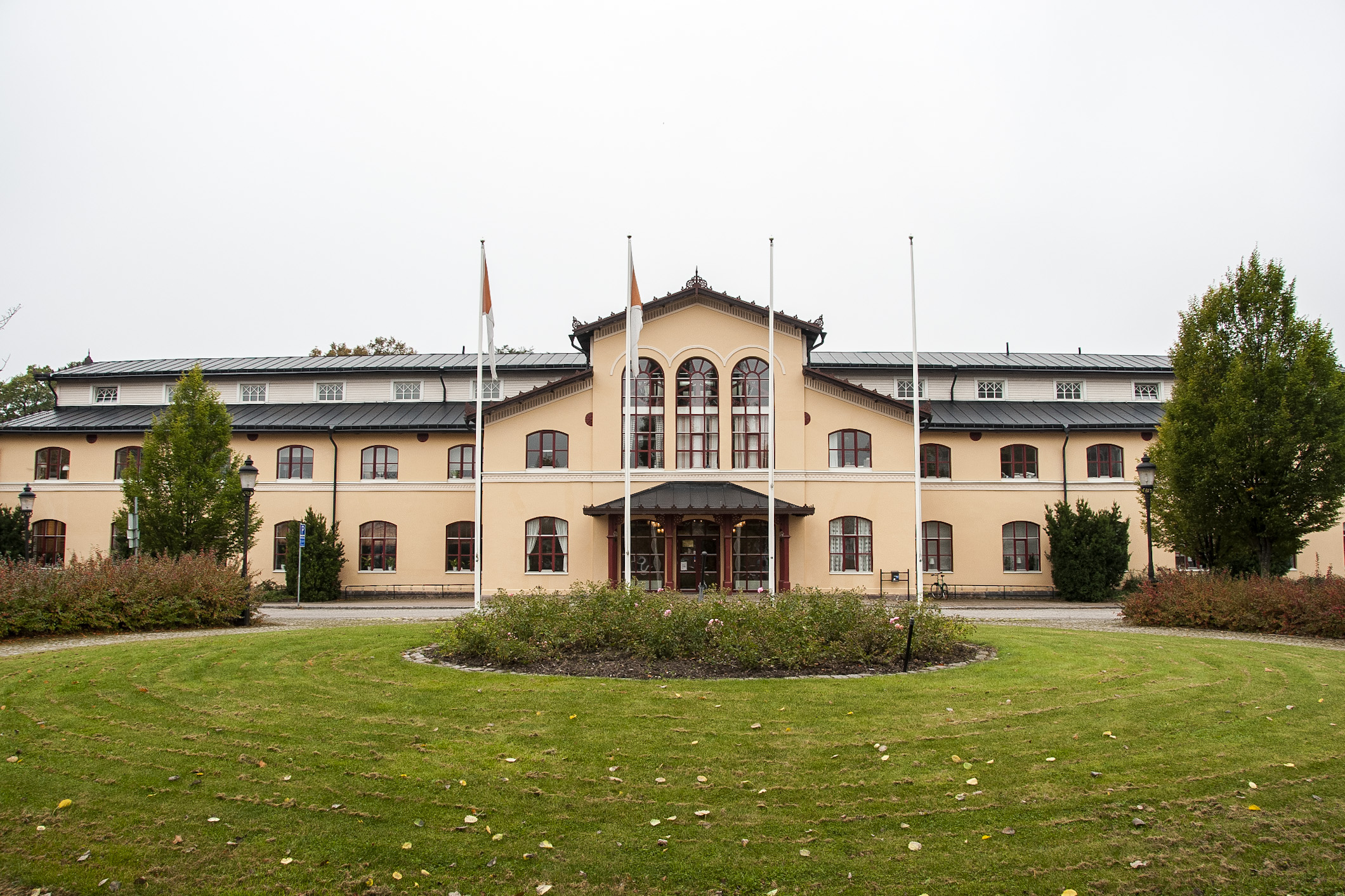
Expositionshuset.

Expositionshuset EH) är en byggnadsminnesmärkt utställningshall vid Hamntorget i stadsdelen Viken i Karlstad, även känd som Vänershov.

## Historia
Byggnaden tillkom på initiativ av Värmlands Hushållningssällskap inför det stora lantbruksmötet 1862. För ritningarna svarade Adolf Wilhelm Edelsvärd som inspirerats av den samtida internationella utställningsarkitekturen. Byggmästaren Theodor Högström utförde byggnaden i tegel vilket putsades i ljust gulfärgad ton. Taket täcktes av papp. 
Byggnaden är en av få som överlevde den stora stadsbranden 1865 varpå den ett tag kom att nyttjas som nödbostad för hemlösa samt som utdelningsmagasin. Den fortsatte därefter att fungera som Hushållningssällskaps utställnings- och möteslokal i tjugo år och här försåldes även maskiner, redskap, 
foder, gödning, fröer och liknande. Den användes även som teaterlokal vid bland annat vid ett större sällskapsspektakel  år 1869. 
År 1927 höll Fabriks- och Hantverksföreningen en utställning i huset. Vid det tillfället uppfördes ute på Hamntorget en serie hallar.
Motorfirman Aug. Huzell AB hade i huset sina kontors- och lagerlokaler. 
Vänershov användes under ett antal år som danslokal - troligen i den västra flygeln.  
Huset såldes av Karlstads stad till Haakonbolaget år 1944. Haakonbolaget disponerade  lokalerna som vetter mot öster med sin Karlstads filial. 
Under många år var således August. Huzell AB inhysta i den norra och västra delen av huset. Mot söder hade Aug. Huzell en filial, Ringtjänst AB, där man hade gummiverkstad, troligen under åren 1937-1955.  
1980-talet utfördes en ombyggnad invändigt, där den stora utställningshallen kontoriserades.
Sedan 1988 är huset byggnadsminne.